# مايك إيفيريت
مايك إيفيريت (بالإنجليزية: Mike Everitt)‏ هو مدرب كرة قدم ولاعب كرة قدم بريطاني في مركز ظهير، ولد في 16 يناير 1941 في Clacton-on-Sea ‏ في المملكة المتحدة. لعب مع برايتون أند هوف ألبيون ونادي أرسنال ونادي بليموث أرجايل ونادي ويمبلدون ونورثامبتون تاون.

## وصلات خارجية
- مايك إيفيريت على موقع قاعدة بيانات كرة القدم.إي يو (الإنجليزية)
- مايك إيفيريت على موقع Soccerbase.com (مدرب) (الإنجليزية)